# Широковский сельсовет (Шатровский район)
Широковский сельсовет — упразднённые административно-территориальная единица и муниципальное образование со статусом сельского поселения в составе Шатровского района Курганской области.
Административный центр — село Широково.

## История
В соответствии с Законом Курганской области от 6 июля 2004 года № 419 сельсовет наделён статусом сельского поселения.
Законом Курганской области от 20 сентября 2018 года N 94, в состав Шатровского сельсовета были включены все населённые пункты упразднённых Ильинского, Ожогинского, Широковского и Яутлинского сельсоветов.

## Население
| 1989 | 2002 | 2004 | 2010 | 2012 | 2013 | 2014 |
| ---- | ---- | ---- | ---- | ---- | ---- | ---- |
| 655  | ↘498 | ↘495 | ↘312 | ↘305 | ↘292 | ↘286 |
| 2015 | 2016 | 2017 | 2018 | 2019 |      |      |
| ↘268 | ↘246 | ↘245 | ↘242 | ↘223 |      |      |

## Состав сельского поселения
| № | Населённый пункт | Тип населённого пункта       | Население |
| - | ---------------- | ---------------------------- | --------- |
| 1 | Далматова        | деревня                      | 56        |
| 2 | Чекалина         | деревня                      | ↘75       |
| 3 | Широково         | село, административный центр | ↘181      |